# نسیم سلطان‌بیگی
نسیم سلطان‌بیگی خبرنگار و فعال دانشجویی ایرانی است. او دانش‌آموخته رشته علوم ارتباطات از دانشگاه علامه طباطبایی است.

## دستگیری‌ها

### ۱۳۸۵
او پس از دستگیری در تجمع فعالان جنبش زنان در ۲۲ خرداد سال ۱۳۸۵، به مدت هشت شبانه‌روز در بند ۲۰۹ زندان اوین بازداشت بود.

### ۱۳۸۶
از سوی قاضی شعبه ۱۵ دادگاه انقلاب تهران به دو سال حبس تعلیقی به اتهام اقدام علیه امنیت ملی و تبلیغ علیه نظام محکوم شد. در آذر همین سال مجدداً به مدت ۵۴ روز در بند ۲۰۹ زندانی شد.

### ۱۳۸۹
به اتهام اقدام علیه امنیت ملی و تبلیغ علیه نظام از سوی شعبه ۱۵ دادگاه انقلاب تهران به چهار سال حبس تعزیری محکوم شد و حکم پیشین از حالت تعلیق خارج شد.

### ۱۳۹۱
در مهرماه این سال برای اجرای محکومیت قبلی به زندان رفت و تا اواخر سال ۹۲ در حبس بود.

### ۱۴۰۱ و ۱۴۰۲
در ایام خیزش ۱۴۰۱ ایران، هنگام عزیمت به سفر در فرودگاه امام خمینی دستگیر شد. او پس از ۲۷ روز بازداشت به قید وثیقه آزاد شد. چند ماه بعد حکم این پرونده به او و سعیده شفیعی ابلاغ شد. حکمی که شامل سه سال و هفت ماه زندان برای اتهام اجتماع و تبانی، هشت ماه برای تبلیغ علیه نظام، دو سال ممنوعیت خروج از کشور و دو سال ممنوعیت عضویت در گروه‌های سیاسی بود. این حکم در پاییز ۱۴۰۲ اجرا شد. سلطان‌بیگی پیش از مراجعه به زندان در گفتگو با روزنامه هم‌میهن، علت محکومیت خود را انجام رسالت خبرنگاری خود عنوان کرد و دربارهٔ موضوع همکاری ماهنامه «خط صلح» عنوان کرد: «در سال ۱۴۰۰ در اینستاگرام آگهی این ماهنامه را دیدم که نیاز به همکار خبرنگار داشتند و این آگهی کاملاً علنی بود. سایت را بررسی کردم و متوجه شدم که برخی نمایندگان مجلس و مقامات دولتی با این ماهنامه مصاحبه کرده‌اند. از طرف دیگر سایت هم فیلتر نبود. با توجه به این موارد بود که از اسفند ۱۴۰۰ تا اردیبهشت یا خرداد ۱۴۰۱ به‌صورت حق‌التحریر در حوزه اجتماعی با این ماهنامه دیجیتال همکاری کرده‌ام. از نظر من هیچ مسئله عجیبی وجود نداشت و به نظر می‌رسید روی این سایت هیچ حساسیتی وجود ندارد.» حوزه فعالیت او با این رسانه در زمینه پوشش مسائل اجتماعی، مثل زنان کارتن‌خواب و کمبود دارو بوده‌است.

#### واکنش‌ها به صدور و اجرای حکم
گزارشگران بدون مرز ضمن محکومیت زندانی‌شدن نسیم سلطان‌بیگی و سعیده شفیعی، این اقدام را «انتقام‌جویی از خبرنگاران» خواند.

### مرخصی درمانی
سلطان‌بیگی در نوزدهم اسفند ۱۴۰۲ با نظر کمیسیون پزشکی قانونی و موافقت دادستان، برای معالجه و درمان بیماری از زندان اوین آزاد شد.

## ممنوع‌الملاقاتی به‌خاطر هم‌خوانی ترانه
اواخر آذر ۱۴۰۲، ویدیویی از هم‌خوانی تلفنی نسیم سلطان‌بیگی، نیلوفر حامدی و الهه محمدی با خاطره حکیمی، خواننده ترانه سفرناک در شبکه‌های اجتماعی مورد استقبال قرار گرفت. چند روز پس از آن مقامات زندان اوین این سه زندانی را تا آخر دی‌ماه همان سال از ملاقات ممنوع کردند و دلیلش را «خارج از مقررات از تلفن زندان» ذکر کردند. این مسئولان در پاسخ به اعتراض سه خبرنگار بابت مجازاتِ کار غیر خلاف گفته‌اند: «آخه آهنگش چیزه».